# Coenobius cuneoscutis
Coenobius cuneoscutis là một loài bọ cánh cứng trong họ Chrysomelidae. Loài này được Medvedev miêu tả khoa học năm 1989.